# Нелей
Неле́й (грец. Νηλεύς) — син Посейдона й Тіро, брат-близнюк Пелія, батько Нестора та Перо, пілоський цар. Тіро залишила синів і вийшла заміж за Кретея, владаря Іолка. Хлопчиків знайшли й виховали пастухи. Після смерті Кретея юнаки вступили в боротьбу за владу над Іолком. Переможений Нелей утік до Мессенії, заснував місто Пілос, одружився з Хлорідою і мав від неї дванадцятьох синів та дочку Перо. Нелей відмовив Гераклові в очищенні, коли герой прибув до Пілоса після вбивства Іфіта. Геракл убив одинадцятьох синів Нелея. За Павсанієм, Нелей помер у Коринфі, де Сізіф спорудив йому гробницю.